# Баканас
Баканас (происхождение названия неизвестно) — древняя дельта реки Или, сухой рукав в этой дельте. Так как сухих рукавов у Или несколько, употребляется обычно во множественном числе — баканасы. Древняя дельта начиналась в прошлом севернее районного центра Баканас в 340 км от современного устья и занимала до половины территории пустынь Сарыесик-Атырау и Бестас. При этом рукав Шет-Баканас впадал в восточную часть озера Балхаш. Другие крупные сухие русла — Ортабаканас, Нарынбаканас и некогда крупнейший Жанатас создали в пустынной местности плодородный орошаемый конус выноса, который стал центром средневековой земледельческой цивилизации, важную роль в которой играли также охота в тугайных лесах и рыболовство в водах реки Или и озера Балхаш. В древней дельте в IX—XIII веках сложилось несколько городов, расположенных друг от друга на расстоянии 40—45 км. Самым северным и одним из крупнейших древних городов Великого Шёлкового пути на старом русле реки Или был Карамерген, букв. «чёрный охотник». Орошаемое земледелие в дельте пришло в упадок после завоевания монголами. Со временем из-за интенсивной наносной деятельности реки её старая северная дельта стала слишком высокой и воды реки под действием силы тяжести устремились в более низинную местность на восток. Возможно, что определённую роль в этом процессе сыграли также и сейсмические сдвиги.